# Jaime Peterson
Jaime Peterson (New York, 29 settembre 1971) è un ex cestista dominicano.

## Carriera
Con la Rep. Dominicana ha disputato tre edizioni dei Campionati americani (1999, 2003, 2005).

## Palmarès

### Squadra
- Copa Príncipe de Asturias: 1

León: 2007

### Individuale
- MVP Liga LEB: 1

Univ. Complutense: 2002-2003